# Фільмографія Еда Вуда
Перелік фільмів, у яких знімався, сценаристом, продюсером та режисером яких був Ед Вуд.
| Рік            | Фільм                                                            | Роль                                                                                    | Примітки |
| -------------- | ---------------------------------------------------------------- | --------------------------------------------------------------------------------------- | --- |
| 1950           | Аризонський барон                                                | Каскадер                                                                                | Біографічний фільм про Джеймса Рівіса (роль якого виконав Вінсент Прайс), афериста, який ледь не викрав територію Аризони. |
| 1951           | Сонце сідало                                                     | Режисер, сценарист                                                                      | Короткометражний телевізійний фільм про молоду жінку, яка примирилась з наближенням її смерті. Можливо, ніколи не демонструвався. В ролях: Том Кін, Філліс Котс та Анґела Стівенс. |
| 1953           | Ґлен або Ґленда                                                  | Режисер, сценарист, актор — «Ґлен»                                                      | Художній документальний фільм, присвячений трансвеститизму, також відомий під назвами «Я змінив свою стать» (I Changed My Sex!) або «Я вів два житті!» (I Led Two Lives!). Є напівавтобіографічним, багато хто припускає, що Вуд зняв його заради заклику до толерантності. Сюжет обертається довкола справжньої історії особи, яка вперше вдало провела операцію зі зміни статі. Продюсер фільму Джордж Вайсс хотів отримати прибутки з пересудів довкола тематики зміни статі, знявши фільм у вигляді «шоу дурнів». Ед Вуд погодився, взяв гроші й, наперекір Вайссові, зняв співчутливий фільм про трансвеститів. У фільмі знявся сам Вуд (в ролі Деніеля Девіса), Бела Луґоші, Долорес Фуллер, Лайл Телбот та Тімоті Фаррелл.                              |
| 1953           | Син ренегата                                                     | Співсценарист                                                                           | Наступний фільм Джонні Карпентера, знятий після «Вершника беззаконня» (The Lawless Rider). Ед допомагав з написанням сюжетної лінії. |
| 1953           | Перехрестя Евенджер: Пригоди дитини Таксон                       | Режисер, сценарист, актор — «Ковбой»                                                    | Пілотна серія невипущеного телевізійного серіалу, в якій знялися Том Кін, Лайл Талбот, Гарві Б. Данн, Том Тайлер та сам Ед. |
| 1953           | Черевики                                                         | Режисер, сценарист                                                                      | Найвірогідніше — ще одна спроба запустити «Перехрестя Евенджер…». |
| 1954           | Вершник беззаконня                                               | Помічник продюсера                                                                      | Фільм Джонні Карпентера, відзнятий 1953 року. Ед міг також прикласти свою руку до написання сценарію. |
| 1954           | Тюремна наживка                                                  | Режисер, сценарист                                                                      | Інколи подається під назвою «Втрачене обличчя» (The Hidden Face). Класичний фільм-нуар Вуда, в якому йдеться про злочинця, який оперативно змінює собі обличчя, аби заховатися від поліції. |
| 1955           | Наречена монстра                                                 | Режисер, співсценарист                                                                  | Першою назвою фільму була «Атомний монстр» (The Atomic Monster), потім — «Наречена атома» (Bride of the Atom). Це, напевно, найвідоміша стрічка Вуда після «Плану 9…». Луґоші грає навіженого професора, поведеного на створенні раси атомних надлюдей, які допоможуть йому підкорити собі світ. Джонсон грає незґрабного помічника професора Воронофа Лобо. Фільм містить в собі багато незрозумілих відеоматеріалів й гумового восьминога (викраденого Вудом та знімальною групою зі складу Republic Studios) наприкінці. Головну жіночу роль у фільмі виконала Лоретта Кінґ. Тім Бартон з ніжністю відноситься до багатьох історій довкола цього фільму в своїй стрічці Ед Вуд (Ed Wood), що стосується й таких фільмів, як «План 9…» та «Ґлен або Ґленда». |
| 1956           | Роки насильства                                                  | Сценарист                                                                               | Занедбана багата тінейджерка з трьома подругами займається кримінальними справами заради веселощів. Вони грабують автозаправні станції та здійснюють акти вандалізму. Прикметною є сцена, в якій дівчина проходить повз двох коханців в машині на узбіччі заміської дороги. Дівчина зв'язує жінку у машині й веде чоловіка під дулом пістолета в поле, де одна з дівчат має з ним сексуальний зв'язок. Це був найуспішніший з фінансової точки зору фільм в кар'єрі Еда. |
| 1957           | Вражаюча жінка-монстр                                            | Консультант                                                                             | Ед виступив неофіційним «консультантом» цього фільму Рональда Ешкрофта. Він давав поради щодо використання різних відеоматеріалів. |
| 1957           | Остання завіса                                                   | Режисер, сценарист                                                                      | Пілотний епізод, в якому знявся Дюк Мур, закадровий голос — Дадлі Менлав. |
| 1957           | Ніч примарного крику                                             | Режисер, сценарист                                                                      | |
| 1957           | Безсердечний                                                     | Засновано на персонажах Еда Вуда                                                        | |
| 1958           | Наречена та чудовисько                                           | Сценарист                                                                               | Також відомий як "Королева горил (Queen of the Gorillas). Фільм розповідає історію жінки, в центрі уваги якої стає велика мавпа, яка утримується в підвалі її чоловіком. Під гіпнозом виявляється, що в попередньому житті вона була королевою горил. |
| 1959           | План 9 з відкритого космосу                                      | Режисер, сценарист                                                                      | Найпопулярніший фільм Вуда. |
| 1959           | Ніч упирів                                                       | Режисер, сценарист                                                                      | Цей відомий фільм Еда Вуда було знято 1959 року, але він не виходив до 1987 року. Вуд просто не мав грошей, аби проявити плівку. Сюжет обертається довкола шахрая Доктора Акули (Кенн Дункан), який робить вигляд, ніби він вміє спілкуватися з духами померлих. Він здирає з людей гроші за те, аби вони поговорили зі своїми родичами. Фільм є сиквелом «Нареченої монстра», в ньому знімається Тор Джонсон в ролі Лобо з «Нареченої…». Наприкінці фільму Акула випадково викликає групу справжніх привидів, його ув'язнюють на всю вічність. Це один з фільмів, які починаються з прологу Крісвелла. |
| 1959           | Помста незайманих                                                | Сценарист                                                                               | Еротичний вестерн Пітера Перрі-молодшого. |
| початок 1960-х | Зйомки трюків з Кенном Дунканом                                  | Режисер                                                                                 | |
| 1961           | Зловісний поштовх                                                | Режисер, сценарист                                                                      | Кримінальний фільм про жінок, які губляться або постають з мертвих в місцевому паркові. Поліція підозрює представників порноіндустрії та мафії. |
| 1961           | Анатомія психопата                                               | Допомагав Джейн Менн з написанням сценарію. Містить уривки з музики Вуда для «Плану 9…» | |
| 1962           | Замолоді для одруження                                           | Співсценарист                                                                           | Мелодраматична комедія Джорджа Москова. |
| 1963           | Вимушений шлюб                                                   | Сценарист                                                                               | Комедійний фільм Бориса Петрова. |
| 1965           | Оргія мерців                                                     | Сценарист, виробничий директор                                                          | Також відомий як «Помста мерців» (Revenge of the Dead). Фільм, який ознаменував перехід зацікавлень Вуда від фільмів жахів до еротики. За сюжетом, письменник та його дівчина розбивають свій автомобіль та опиняються на цвинтарі, де вони спостерігають за танцями мерців перед володарем смерті, зіграним Крісвеллом. Збори оголених танцівників сповнені різних мотивів, що й складає основну частину фільму, також з'являються такі персонажі як вовкулака та мумія. |
| 1967           | За кохання та гроші                                              | Сценарист                                                                               | Кримінальна драма Дональда А. Девіса. |
| 1969           | Операція "Червоне світло"                                        | Сценарист                                                                               | Драматичний фільм Дона Дойла. |
| 1969           | Тікаючи від зброї                                                | Сценарист                                                                               | Вестерн Дональда А. Девіса. |
| 1969           | Мільйон років до AC/DC                                           | Сценарист                                                                               | Вуд використав псевдонім Akdov Telmig (Vodka Gimlet), але через типографічну помилку в титрах було зазначено Akdon Telmig. |
| 1969           | Вечеря кохання                                                   | Режисер, сценарист, актор — «Містер Мерфі»                                              | Також відомий як «Фотограф» (The Photographer) або «Всі моделі прекрасні» (Pretty Models All In A Row). Легкий порнографічний фільм з Едом Вудом в головній ролі. За деякими даними сценаристом та режисером виступив Джозеф Ф. Робертсон, хоча дехто (включно з Робертсоном) повністю делегує ці функції Едові Вуду. |
| 1970           | Річ місіс Стоун                                                  | Актор — «Трансвестит»                                                                   | Також відомий як «Чуттєва дружина» (The Sensuous Wife). Фільм Едового друга (та такого ж ветерана) Джозефа Ф.Робертсона. |
| 1970           | Снігові кролики                                                  | Співсценарист                                                                           | Комедійний фільм Стівена С. Апостолофа. |
| 1970           | Тіло жертви                                                      | Сценарист                                                                               | Фантастичний фільм жахів. |
| 1970           | Видаліть з професії                                              | Режисер, сценарист                                                                      | Перший повністю порнографічний фільм Вуда. Переважно у фільмі знімаються колишні подружки друзів Вуда, його сусіди, а також справжня секс-працівниця Нона Карвер. Німі купюри було перезаписано та видано 1995 року студією Something Weird Video. |
| 1970           | Збуджений                                                        | Режисер, сценарист                                                                      | Вуд використав псевдонім Akdov Telmig (Vodka Gimlet). |
| 1970           | Венера-мухоловка                                                 | Сценарист (в титрах не зазначений)                                                      | Японський фільм про монстра з Джеймсом Крейґом в ролі науковця, який створює розумне життя з рослин. Сценарій було написано Вудом ще в 1950-х, в Америці фільм вийшов на відеокасетах під назвою «Помста доктора Ікс» (Revenge of Dr. X). Помилково на цих касетах було видалено титри й введено титри з фільму «Навіжений лікар Кривавого острову» (The Mad Doctor of Blood Island). Не відомо, чи коли-небудь фільм транслювався в кінотеатрах. |
| 1971           | Самотній будинок                                                 | Режисер, сценарист                                                                      | Адаптація однойменної книги, яка повністю відрізняється від оригінального сюжету. |
| 1971           | Некроманія                                                       | Режисер, сценарист                                                                      | Сценарій цього фільму Вуда базується на його ж оповіданні «Самотній будинок». Одружена пара має проблеми в сексуальному плані й вони вирішують скористатися допомогою некромантки мадам Гелльс. Помічниця мадам Гелльс — Таня — опікує їх обидвох у фізичному плані до того, як вони мають зустрітися особисто з некроманткою. Цей фільм було знято на 16-міліметрову стрічку з затратами на знімання $7,000. Тривалий час фільм вважався втраченим, полегшену копію було віднайдено 1992 року, повну ж версію фільму знайшли у фаната Вуда Рудольфа Ґрея 2001 року. В титрах Ед виступає під псевдонімом «Дон Міллер». |
| 1972           | Клас возз'єднання                                                | Співсценарист                                                                           | |
| 1972           | Бакалаврат                                                       | Сценарист                                                                               | Можна вважати, що фільм є пародією на фільм Випускник |
| 1972           | Коктейль господині                                               | Співсценарист                                                                           | |
| 1972           | Покинута дружина                                                 | Співсценарист                                                                           | Також відомий як «Необмежене задоволення» (Pleasure Unlimited) |
| 1972           | Юні молодожони                                                   | Режисер                                                                                 | Порнофільм, який вважався втраченим до 2004 року. |
| 1974           | Дівчата-утікачки                                                 | Співсценарист, актор — «Попс» та «Шериф»                                                | Існує три версії цього фільму. «Дівчата-утікачки» (також відомий як «П'ять втрачених жінок» — Five Loose Women) можна вважати повним фільмом. «За гарячими слідами» (Hot on the Trail) є більш сюжетною стрічкою з меншою кількістю сексу, тоді як «Жіноча колонія VIII» (Women's Penitentiary VIII) складається в більшості з сексуальних сцен, через що страждає сюжетна лінія. |
| 1975           | Заочна школа статевого виховання                                 | Співрежисер, співсценарист                                                              | Сексуально-повчальний фільм, знятий на 8-міліметрову плівку. |
| 1976           | Пляжні кролики                                                   | Співсценарист                                                                           | Також відомий як «Сонячні зайчики» (The Sun Bunnies). |
| 1978           | Гарячий лід                                                      | Помічник режисера                                                                       | |
| 1982           | Це вийшло з Голлівуду                                            | Актор — кінохроніка                                                                     | Документальна комедія Малкольма Лео та Ендрю Солта. |
| 1985           | Простирадло кривавої лазні                                       | Сценарист (посмертно)                                                                   | Незадовго до смерті Ед підписав контракт з молодим режисером Фредом Оленом Реєм й отримав завдання написати комедійний фільм жахів. Сценарій дописано не було й фільм так й не було завершено, але Рей відзняв кілька хвилин з написаного уривку сценарію для свого фільму «Зоряна в'язниця» (Star Slammer). |
| 1990           | Слідами Еда Вуда                                                 |                                                                                         | Документальний біографічний фільм Майкла Копнера. |
| 1992           | Літаючі тарілки над Голлівудом: Супутник "План 9"                |                                                                                         | Документальний фільм Марка Патріка Кардуччі. |
| 1993           | Народжений в пеклі                                               | Режисер, актор — кінохроніка                                                            | Ед та актор Конрад Брукс планували фільм «Народжений в пеклі» й почали знімати його ще у 1950-х. Фільм не було дознято, але відзнятий матеріал було використано в фільмах Еда Вуда «Ніч упирів» та «Зловісний поштовх». |
| 1993           | План 69 з відкритого космосу                                     | Засновано на сценарії                                                                   | Порнографічна пародія на «План 9…» |
| 1994           | Ґлен та Ґленда                                                   | Сценарист (посмертно)                                                                   | Порнографічний переказ фільму «Ґлен або Ґленда». |
| 1994           | Ед Вуд: Оглядаючись на Анґору                                    |                                                                                         | Документальний фільм Теда Н'юсома. |
| 1994           | Ед Вуд                                                           | Персонаж, діалоги з попередніх фільмів                                                  | Біографічний фільм про життя Еда Вуда, якого грає Джонні Депп, режисер — Тім Бартон. |
| 1995           | Перехрестя Ларедо                                                | Режисер, сценарист, актор — «Ковбой» (посмертно)                                        | Знятий ще 1948 року як «Вулиці Ларедо» (Streets of Laredo), фільм був насправді першим фільмом Еда Вуда. Він написав сценарій, виступив режисером та сам в ньому знявся, але фільм за життя Вуда так й не було дороблено. Зняту без саундтреку кінцівку фільму було відтворено за спогадами колишньої дівчини Еда Вуда Долорес Фуллер. Також у фільм додано написані нею пісні. |
| 1995           | Видаліть з професії: Купюри                                      | Режисер, сценарист                                                                      | Дороблена версія фільму від 1970 року. |
| 1995           | Світ привидів Едварда Д. Вуда-молодшого                          |                                                                                         | Документальний біографічний фільм Бретта Томпсона. |
| 1997           | Я прокинувся рано в день моєї смерті                             | Базується на сценарії (посмертно)                                                       | Незалежна адаптація останнього нереалізованого сценарію Еда Вуда. |
| 1997           | Голлівудський рейтинг "R"                                        |                                                                                         | Документальний фантастичний фільм жахів Домініка Казенава та Даґа Гедлайна. |
| 1998           | Я прокинувся рано в день моєї смерті                             | Сценарист (посмертно)                                                                   | Фільм, заснований на останньому нереалізованому сценарії Еда Вуда, в якому знімаються Біллі Зейн, Крістіна Річчі та Джон Ріттер. |
| 2000           | Диявольські дівчата                                              | Засновано на романі Еда Вуда (посмертно)                                                | Незалежна адаптація однойменного роману Еда Вуда. |
| 2003           | Міжпланетний надлишок чоловіків та амазонки з відкритого космосу | Співсценарист (посмертно)                                                               | Фантастичний фільм Сема Фьорстенберґа. |
| 2006           | План прямого ефіру з відкритого космосу                          | Співсценарист (посмертно)                                                               | Фантастичний комедія Джеймса Ґордона Тейлора. |
| 2013           | План 9                                                           | Співсценарист (посмертно)                                                               | Фільм жахів Джона Джонсона. |